# Mada'in Saleh
Mada'in Saleh (tiếng Ả Rập: مدائن صالح, madāʼin Ṣāliḥ, "Thành phố của Saleh") (Tiếng Ả Rập Ả Rập Xê Út): مدائن صالح) IPA: [madayin salih] ⓘ  còn được gọi là Al-Hijr hay Hegra là một địa điểm khảo cổ nằm tại khu vực thành phố Al-`Ula, tỉnh Al-Madinah, Hejaz, Ả Rập Xê Út. Tại đây có các di vật của Vương quốc Nabatea (thế kỷ thứ I) và nó chính là khu định cư lớn nhất ở phía nam của vương quốc, chỉ sau thủ đô của vương quốc là Petra. Ngoài ra, một số dấu tích liên quan đến giai đoạn Lihyan và Đế quốc La Mã cũng đã được tìm thấy tại đây.
Theo Qur’an thì khu định cư này được hình thành bởi người Thamud trong khoảng giữa Kỷ nguyên Salih và Thamud. Theo văn bản Hồi giáo thì họ đã bị Allah trừng phạt vì thờ phụng những hình tượng bị cấm và gieo xuống đây những vụ sét đánh và động đất. Do đó, nơi đây đã bị tiếng như là một nơi đáng nguyền rủa, một hình ảnh mà chính phủ đang cố gắng khắc phục để đưa nó trở thành một điểm du lịch thu hút khách.
Năm 2008, Mada'in Saleh trở thành Di sản quốc gia và và là Di sản thế giới của UNESCO đầu tiên tại Ả Rập Xê Út. Nó như là một minh chứng về Hậu kỳ cổ đại, đặc biệt là 131 cấu trúc đá cắt vô cùng hoành tráng và công phu với những mặt tiền được trang trí minh chứng cho thời kỳ phát triển của Vương quốc Nabatea.

## Tên
Lịch sử lâu dài khiến cho các nền văn minh từng định cư tại đây đặt ra một số tên khác nhau. Theo tài liệu tham khảo của sử gia Strabo và các nhà văn Địa Trung Hải khác thì Hegra là cái tên đã được sử dụng dưới thời Vương quốc Nabatea. Cái tên hiện tài có liên quan đến vị Tiên tri và sứ giả trong đạo Hồi là Saleh. Trong khi đó, cái tên Al-Hijr (tiếng Ả Rập: الحجر, "Vùng núi đá" hoặc "Nơi có nhiều đá") cũng được sử dụng để mô tả địa hình nơi đây.

## Vị trí
Mada'in Saleh nằm cách thị trấn Al-`Ula 20 km (12,4 dặm) về phía tây bắc và cách Medina 500 km (310.7 dặm) về phía đông nam. Nó nằm trên một khu vực bằng phẳng, dưới chân của cao nguyên bazan là một phần của Dãy núi Hijaz. Phía tây và tây bắc của khu vực có một mạch nước ngầm ở độ sâu 20 mét. Nơi đây là một điểm đáng chú ý của phong cảnh sa mạc với những phiến đá sa thạch nhiều kích thước và chiều cao khác nhau.